# ادنت لوئیز دی اولیویرا
ادنت لوئیز دی اولیویرا (به پرتغالی: Ednet Luís De Oliveira) مهاجم اهل برزیل است که در شهر Santa Bárbara d'Oeste  و در تاریخ ۱۴ فوریهٔ ۱۹۸۱ به دنیا آمده‌است.
ادنت لوئیز دی اولیویرا در تیم‌های فوتبال Mirassol سابقهٔ حضور دارد.